# 젊은엄마 3
"젊은엄마 3"는 2015년에 개봉한 대한민국의 영화이다.

## 캐스팅
- 김정아 : 윤서 역
- 김하래
- 영아
- 송요셉